# 格羅弗 (北卡羅萊納州)
格羅弗（英語：Grover）是一個位於美國北卡羅萊納州克里夫蘭縣的城鎮。

## 人口
根據2020年美國人口普查的數據，格羅弗的面積為2.55平方千米，當中陸地面積為2.47平方千米，而水域面積為0.08平方千米。當地共有人口802人，而人口密度為每平方千米315人。